# Militärbasen der Vereinigten Staaten in Bulgarien

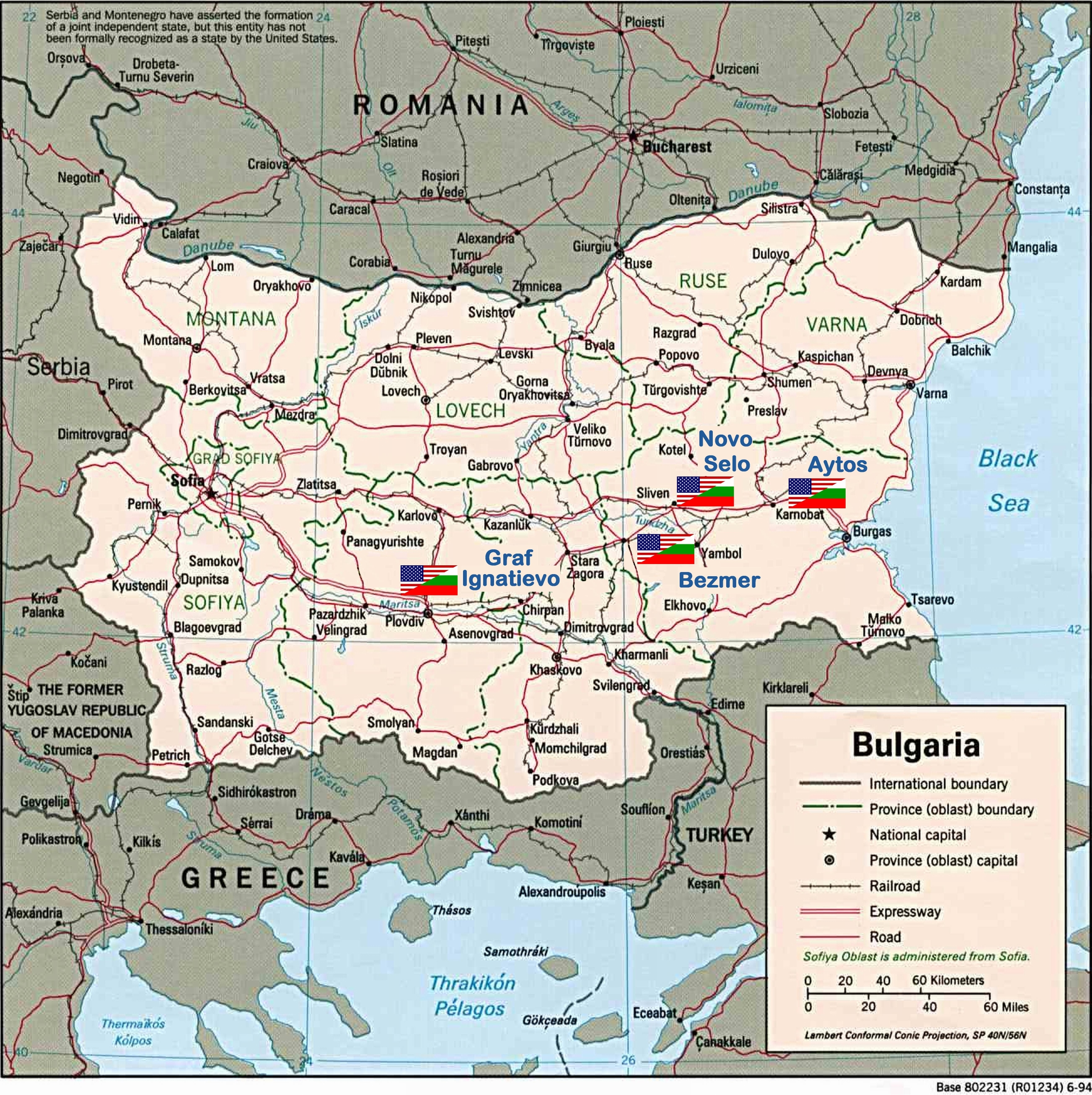
Nowo Selo – Graf Ignatiewo – Ajtos – Besmer

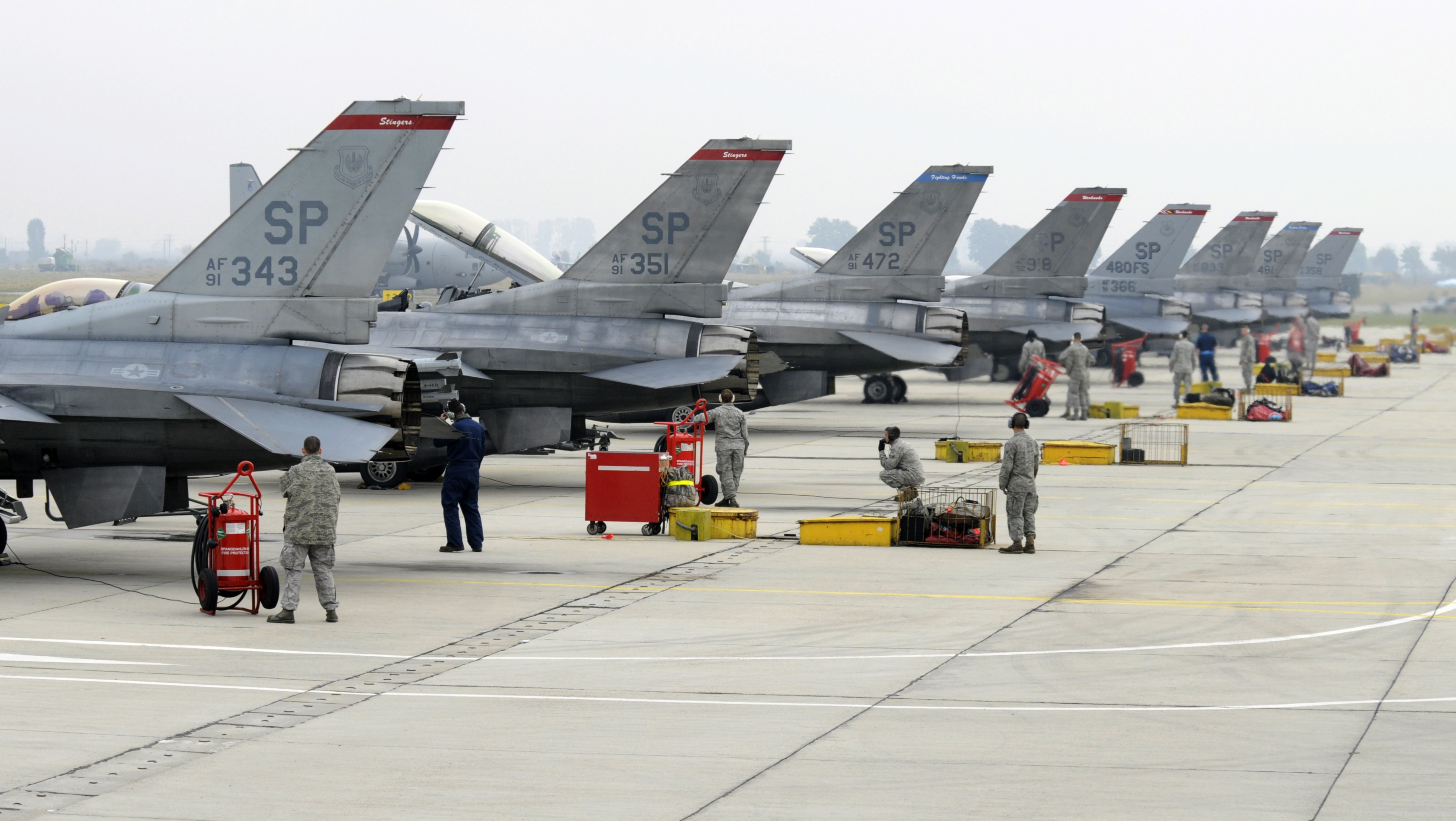
US-amerikanische F-16C-Kampfflugzeuge während eines Manövers in Bulgarien 2010

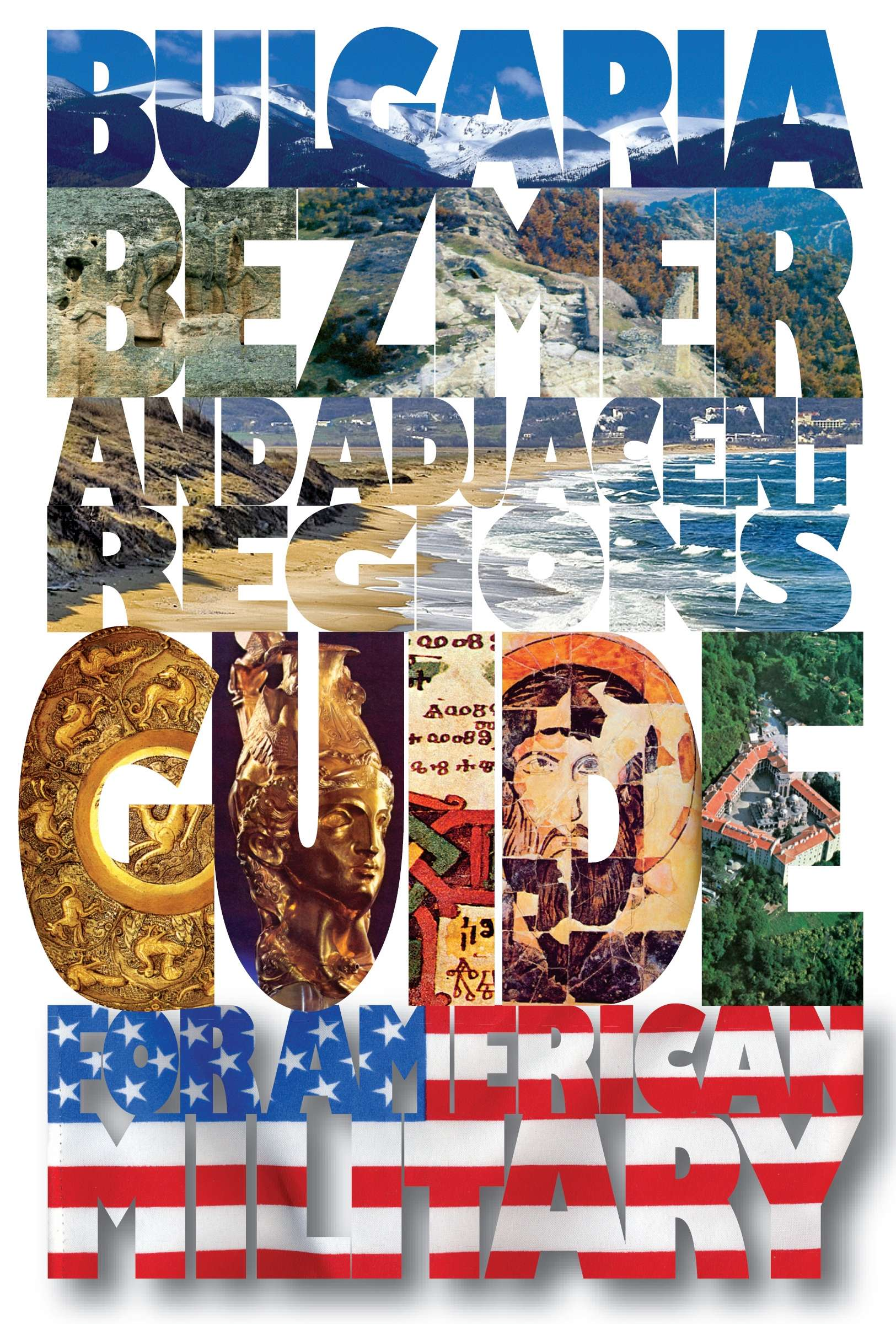
Besmer und angrenzende Regionen: Ein Führer für US-Militärangehörige

Die Militärbasen der Vereinigten Staaten in Bulgarien heißen offiziell „Militäreinrichtungen und Objekte für die gemeinsame Nutzung“. Sie werden für die Ausbildung amerikanischer Soldaten in Bulgarien gebaut. Der Vertrag hat eine Laufzeit von zehn Jahren, wobei er von jeder Seite mit einer Frist von einem Jahr gekündigt werden kann.

## Geschichte
Die bulgarische Regierung bot 2003 den USA Stützpunkte in den Bezirken Plowdiw (Zentralbulgarien) und Plewen (Nordbulgarien) sowie in den Schwarzmeerhäfen Warna und Burgas an. Am 24. März 2006 wurde offiziell verkündet, dass die Verhandlungen über die Militärbasen abgeschlossen sind und die Ratifizierung des Vertrages – 2006 Defense Cooperation Agreement – durch beide Seiten bevorstehe. Am 28. April wurde der Vertrag in Sofia von der US-Außenministerin Condoleezza Rice und dem bulgarischen Außenminister Iwajlo Kalfin unterzeichnet. Am Tag der Unterzeichnung wurde von der nationalistischen bulgarischen Partei Ataka (deutsch „Attacke“) ein Protestmarsch (2000 Teilnehmer) organisiert. Der Stationierungsvertrag wurde vom bulgarischen Parlament am 26. Mai 2006 ratifiziert – bei 155 Ja- zu 20 Nein-Stimmen.
Der Vertrag sieht die Stationierung von 2500 US-Soldaten in Bulgarien vor. Die ersten Truppen wurden in der zweiten Jahreshälfte 2007 zunächst im Übungsgebiet Novo Selo und im Luftwaffenstützpunkt Besmer stationiert.

## Standorte
- Truppenübungsplatz Nowo Selo in Nowo Selo (bulgarisch Ново село; zu deutsch: Neues Dorf) für die Ausbildung von Bodentruppen.
- Luftwaffenstützpunkt Besmer (bulgarisch Безмер; engl. Bezmer Air Base) – für den Transport von Truppen und Technik für die Ausbildung in Nowo Selo.
- Luftwaffenstützpunkt Graf Ignatiewo (bulgarisch Граф Игнатиево) – für den Transport von Truppen und Technik.
- Aitos Logistics Center bei Ajtos (bulgarisch Айтос) – das Lager hat Unterstützungsfunktion für den Truppenübungsplatz Nowo Selo.

Die Standorte bleiben jeweils im Besitz des bulgarischen Staats, der auch für die Instandhaltung aufkommt.

## Weitere Informationen
Gemäß Vertrag dürfen sich bis zu 2500 amerikanische Militär- oder Zivilpersonen gleichzeitig in Bulgarien aufhalten. Für höchstens 90 Tage dürfen sich weitere 2500 Amerikaner in den Militärbasen aufhalten. Der amerikanische Botschafter in Bulgarien, John Ross Beyrle, meinte, dass die amerikanischen Soldaten nach einem Rotationsprinzip wahrscheinlich nur jeweils einige Monate im Land sein würden, wobei bei der Ablösung bis zu 5000 amerikanische Soldaten im Land sein könnten.
Im Fall einer Straftat durch einen Amerikaner in Bulgarien kann die USA ihr amerikanisches Recht anwenden. Bulgarien hat jedoch das Recht, in besonders wichtigen Fällen – die Entscheidung liegt allein bei der bulgarischen Seite – bulgarisches Recht anzuwenden. Diese Fälle werden ohne weiteres amerikanisches Einspruchsrecht vor einem bulgarischen Gericht verhandelt.
Nach einem Artikel in der bulgarischen Zeitung Standard sagte die USA Bulgarien als Gegenleistung für die Militärbasen und das bulgarische militärische Engagement im Irak ihr intensives Bemühen für die Freilassung der bulgarischen Krankenschwestern zu sowie ein Eintreten der USA für den verzögerungsfreien EU-Beitritt Bulgariens vor der teilweise noch negativ eingestellten Europäischen Kommission. Außerdem wurde Bulgarien im Gesetzentwurf für den Kongress für die Befreiung von der Visumpflicht vorgeschlagen.

## Zustimmung
Die Militärbasen bringen finanzielle Vorteile für Bulgarien und erlauben eine gemeinsame Ausbildung von bulgarischem und amerikanischem Militär.
Nach Informationen von US-Botschafter Beyrle wird die USA in Infrastruktur, Straßenbau und den Bau von Eisenbahnlinien investieren, sowie weitere Investitionen im Zusammenhang mit den Militärbasen tätigen, die sich insgesamt auf mehrere Millionen US-Dollar belaufen werden. Außerdem sieht der Vertrag die Möglichkeit vor, nach einer Ausschreibung, bulgarische Subunternehmer für die Verbesserung der Militärbasen zu beschäftigen.
Laut US-Botschaft in Sofia sind folgende Investitionen in den Ausbau von US-Basen in Bulgarien geplant:
- Building Construction: $40 – $50 million from 2008–2009;
- Road and Utility Construction: $5 – $10 million from 2008–2009;
- Building maintenance and minor projects: $600 – $800 thousand per year;
- Roads and grounds maintenance: $300 – $500 thousand per year

## Ablehnung
Der ehemalige US-Justizminister Ramsey Clark meint, dass die amerikanischen Militärbasen in Bulgarien terroristische Angriffe provozieren könnten, was ökologische Probleme mit sich bringen werde und Gewalt und Widerstand bei der örtlichen Bevölkerung hervorrufen werden.
Für einige Bulgaren ist es erniedrigend, fremde Militärbasen auf ihrem Territorium zu haben (Zeitung Nowinar – 27. März 2006). Im Frühjahr 2007 wurde in den bulgarischen Medien gemeldet, dass die USA die Militärbasen in Bulgarien für einen möglichen Angriff gegen den Iran verwenden könnten. Dem wurde von Botschafter Beyrle widersprochen, der betonte, dass die Basen unter dem Kommando von bulgarischen Offizieren stehen, und dass die bulgarische Seite über alle Ankünfte und Abflüge von Personal und Technik unterrichtet wird.